# بيتستون (باكينجهامشير)
بيتستون (بالإنجليزية: Pitstone)‏ هي قرية وأبرشية مدنية تقع في المملكة المتحدة في إنجلترا. يقدر عدد سكانها بـ 2,952 نسمة .